# Ochicanthon neglectus
Ochicanthon neglectus är en skalbaggsart som beskrevs av Jan Krikken och Huijbregts 2007. Ochicanthon neglectus ingår i släktet Ochicanthon och familjen bladhorningar. Inga underarter finns listade i Catalogue of Life.